# Nati nel 1800
| Questa pagina contiene informazioni ricavate automaticamente dalle voci biografiche con l'ausilio del template Bio e di un bot. L'aggiornamento è periodico e automatico e ricostruisce completamente la pagina. Se manca una persona in questa lista, sei pregato di non aggiungerla, ma accertati piuttosto che la sua voce biografica contenga il template Bio e che i dati anagrafici siano correttamente compilati. Se il template Bio manca, inseriscilo tu stesso o, in alternativa, metti l'avviso {{tmp\|Bio}} che ne segnala la mancanza. Se i dati riportati sono sbagliati, correggi direttamente la voce biografica; le modifiche saranno visibili in questa lista entro pochi giorni. Per chiarimenti vedi il progetto biografie. La lista contiene solo le 342 persone che sono citate nell'enciclopedia e per le quali è stato implementato correttamente il template Bio. Pagina aggiornata al 10 lug 2025. |

## Gennaio(30)
- 1º gennaio - Giuseppe Bonolis, pittore italiano († 1851)
- 1º gennaio - Francis Egerton, I conte di Ellesmere, politico e viaggiatore inglese († 1857)
- 1º gennaio - Alessandro Raffaele Torlonia, banchiere italiano († 1886)
- 3 gennaio - Jacob Heinrich Wilhelm Lehmann, astronomo tedesco († 1863)
- 4 gennaio - Luigi Porta, chirurgo e anatomista italiano († 1875)
- 5 gennaio - Giorgio Doria, politico italiano († 1878)
- 6 gennaio - Anna Maria Hall, scrittrice irlandese († 1881)
- 7 gennaio - Millard Fillmore, politico statunitense († 1874)
- 7 gennaio - Giovanni Lauzi, avvocato, prefetto e politico italiano († 1885)
- 8 gennaio - Luigi Fecia di Cossato, generale e politico italiano († 1882)
- 10 gennaio - Heinrich August Wilhelm Meyer, pastore protestante e teologo tedesco († 1873)
- 11 gennaio - Maria Giuseppina del Liechtenstein, principessa austriaca († 1884)
- 11 gennaio - Karl Traugott Queisser, trombonista, violista e violinista tedesco († 1846)
- 11 gennaio - Giuseppina Ronzi de Begnis, soprano italiano († 1853)
- 11 gennaio - Eugenio Stefano Stara, politico italiano († 1883)
- 12 gennaio - Eugène Lami, pittore, litografo e costumista francese († 1890)
- 12 gennaio - George Villiers, IV conte di Clarendon, politico britannico († 1870)
- 13 gennaio - Aleksej Alekseevič Bobrinskij, ufficiale russo († 1868)
- 13 gennaio - Pasquale Catalano Gonzaga, politico italiano († 1869)
- 13 gennaio - Anton Fugger von Babenhausen, principe e politico tedesco († 1836)
- 14 gennaio - Ludwig von Köchel, musicologo austriaco († 1877)
- 17 gennaio - Caleb Cushing, politico e diplomatico statunitense († 1879)
- 17 gennaio - Frances Vane-Tempest, nobildonna britannica († 1865)
- 19 gennaio - Salvatore De Renzi, medico e scrittore italiano († 1872)
- 20 gennaio - Jacob Aaron Westervelt, politico statunitense († 1879)
- 21 gennaio - Theodor Fliedner, pastore protestante tedesco († 1864)
- 23 gennaio - Benoît Mollard, politico francese († 1864)
- 28 gennaio - Carlo Bellerio, patriota italiano († 1886)
- 28 gennaio - António Feliciano de Castilho, poeta portoghese († 1875)
- 28 gennaio - Friedrich August Stüler, architetto tedesco († 1865)

## Febbraio(23)
- 1º febbraio - Brian Houghton Hodgson, etnologo e naturalista inglese († 1894)
- 2 febbraio - Andrej Koša, patriota slovacco († 1887)
- 3 febbraio - Francis Alexander, pittore statunitense († 1880)
- 6 febbraio - Achille Devéria, pittore e disegnatore francese († 1857)
- 8 febbraio - Aleksej Vasil'evič Šeremetev, nobile russo († 1857)
- 9 febbraio - Joseph von Führich, pittore austriaco († 1876)
- 11 febbraio - William Fox Talbot, inventore e fotografo inglese († 1877)
- 12 febbraio - John Edward Gray, biologo, zoologo e botanico inglese († 1875)
- 15 febbraio - Abbondio Chialiva, patriota, politico e notaio italiano († 1870)
- 16 febbraio - Charles Masson, militare e esploratore britannico († 1853)
- 17 febbraio - Ludovico Lipparini, pittore italiano († 1856)
- 19 febbraio - Émilie Tavernier Gamelin, religiosa canadese († 1851)
- 20 febbraio - Mary Ann M'Clintock, attivista statunitense († 1884)
- 22 febbraio - Richard Seymour-Conway, IV marchese di Hertford, nobile e collezionista d'arte britannico († 1870)
- 23 febbraio - William Jardine, naturalista scozzese († 1874)
- 23 febbraio - Adelaide di Anhalt-Bernburg-Schaumburg-Hoym, nobile († 1820)
- 24 febbraio - Friedrich Maximilian Hessemer, scrittore e architetto tedesco († 1860)
- 25 febbraio - Theodor Panofka, archeologo tedesco († 1858)
- 26 febbraio - Lucius Lyon, politico statunitense († 1851)
- 26 febbraio - Francesco Mensi, pittore italiano († 1888)
- 26 febbraio - John Baptist Purcell, arcivescovo cattolico irlandese († 1883)
- 28 febbraio - Johann Heinrich Christian Schubart, filologo classico e bibliotecario tedesco († 1885)
- 28 febbraio - Jean-Baptiste Vérany, zoologo francese († 1865)

## Marzo(31)
- 1º marzo - Henriette Davidis, scrittrice tedesca († 1876)
- 2 marzo - Evgenij Abramovič Baratynskij, poeta russo († 1844)
- 2 marzo - Nicola Spaccapietra, avvocato, magistrato e politico italiano († 1880)
- 4 marzo - Wilhelm Eduard Albrecht, giurista tedesco († 1876)
- 4 marzo - Maria Sofia di Thurn und Taxis, principessa tedesca († 1870)
- 5 marzo - Georg Friedrich Daumer, filosofo tedesco († 1875)
- 8 marzo - Emilio Balbo Bertone di Sambuy, nobile, agronomo e generale italiano († 1872)
- 9 marzo - Alexandre Glais-Bizoin, politico francese († 1877)
- 10 marzo - George Hudson, imprenditore britannico († 1871)
- 12 marzo - Antony Deschamps, poeta e traduttore francese († 1869)
- 12 marzo - Teodoro Lovati, medico italiano († 1872)
- 13 marzo - Koca Mustafa Reşid Pascià, politico ottomano († 1858)
- 14 marzo - Gottfried Bernhardy, filologo classico e critico letterario tedesco († 1875)
- 14 marzo - James Bogardus, architetto e inventore statunitense († 1874)
- 15 marzo - Raimondo Boucheron, compositore e musicologo italiano († 1876)
- 15 marzo - James Henry Hackett, attore teatrale statunitense († 1871)
- 16 marzo - Ninkō, imperatore giapponese († 1846)
- 17 marzo - Rudolf Ewald Stier, teologo tedesco († 1862)
- 18 marzo - Giuseppe Manuzzi, letterato italiano († 1876)
- 18 marzo - Aleksa Simić, politico serbo († 1872)
- 20 marzo - Pëtr Kuz'mič Pachtusov, navigatore, esploratore e cartografo russo († 1835)
- 20 marzo - James Smith, ottico inglese († 1873)
- 21 marzo - Francesco Podesti, pittore italiano († 1895)
- 23 marzo - Nikolaj Aleksandrovič Ščerbatov, nobile e ufficiale russo († 1863)
- 25 marzo - Ernst Heinrich Karl von Dechen, geologo e inventore tedesco († 1889)
- 28 marzo - Antonio Tamburini, basso-baritono italiano († 1876)
- 28 marzo - Johann Georg Wagler, zoologo tedesco († 1832)
- 30 marzo - Giuseppe Molteni, pittore, restauratore e museologo italiano († 1867)
- 31 marzo - Félix Auvray, pittore e scrittore francese († 1833)
- 31 marzo - William Cholmondeley, III marchese di Cholmondeley, politico e nobile inglese († 1884)
- 31 marzo - Osip Ivanovič Senkovskij, scrittore, giornalista e orientalista russo († 1858)

## Aprile(29)
- 1º aprile - Dominik Biemann, incisore tedesco († 1858)
- 2 aprile - Juan Francisco de Vidal, politico peruviano († 1863)
- 2 aprile - Andrzej Artur Zamoyski, nobile e politico polacco († 1874)
- 3 aprile - Giuseppe Pastore, politico e generale italiano († 1878)
- 4 aprile - Tokugawa Nariaki, politico giapponese († 1860)
- 5 aprile - Ignazio Alessandro Pallavicini, politico italiano († 1871)
- 5 aprile - Emanuele Pancaldo, politico italiano († 1893)
- 6 aprile - Carlo Canella, pittore italiano († 1879)
- 6 aprile - Costanzo Cantoni, imprenditore italiano († 1876)
- 9 aprile - Roberto de Visiani, botanico, naturalista e letterato italiano († 1878)
- 10 aprile - Henri-Gustave Delvigne, militare e inventore francese († 1876)
- 13 aprile - Maria Elisabetta di Savoia-Carignano, nobile francese († 1856)
- 14 aprile - Anton Baumstark, filologo classico tedesco († 1876)
- 15 aprile - Gilbert Thomas Burnett, botanico britannico († 1835)
- 15 aprile - James Clark Ross, esploratore e navigatore britannico († 1862)
- 16 aprile - George Bingham, III conte di Lucan, generale e politico inglese († 1888)
- 16 aprile - Jakob Heine, medico tedesco († 1879)
- 19 aprile - Charles Philipon, disegnatore e giornalista francese († 1861)
- 20 aprile - Wojciech Stattler, pittore polacco († 1875)
- 20 aprile - Michele Strassoldo-Grafenberg, militare austriaco († 1873)
- 22 aprile - Maria Francesca di Braganza, nobile portoghese († 1834)
- 23 aprile - Emilia di Schwarzburg-Sondershausen, principessa tedesca († 1867)
- 24 aprile - Saverio Baldacchini, poeta, letterato e politico italiano († 1879)
- 24 aprile - Giuseppe Lunati, avvocato, magistrato e politico italiano († 1878)
- 24 aprile - Heinrich Wydler, botanico svizzero († 1883)
- 27 aprile - Frances Polidori, educatrice e modella britannica († 1886)
- 28 aprile - Christophe Michel Roguet, generale e politico francese († 1877)
- 28 aprile - Alessandro Romani, pittore italiano († 1854)
- 29 aprile - Hiram Cronk, militare statunitense († 1905)

## Maggio(28)
- 1º maggio - James Black, artigiano statunitense († 1872)
- 1º maggio - Fileno Briganti, generale italiano († 1860)
- 1º maggio - Carlo Marenco, scrittore italiano († 1846)
- 3 maggio - Sayaji Rao Gaekwad II, principe indiano († 1847)
- 5 maggio - Louis Hachette, editore francese († 1864)
- 6 maggio - Amalie Haizinger, attrice teatrale e cantante lirica tedesca († 1884)
- 6 maggio - Roman Stanisław Sanguszko, nobile e politico polacco († 1881)
- 8 maggio - Armand Carrel, scrittore e giornalista francese († 1836)
- 8 maggio - William Lovett, politico britannico († 1877)
- 9 maggio - John Brown, attivista statunitense († 1859)
- 9 maggio - Annunciata Cocchetti, religiosa italiana († 1882)
- 11 maggio - Luigi Rossetti, patriota e giornalista italiano († 1840)
- 12 maggio - Jean-Félix Adolphe Gambart, astronomo francese († 1836)
- 14 maggio - William Railton, architetto inglese († 1877)
- 14 maggio - Adrien Gabriel Gaudin de Villaine, generale francese († 1876)
- 15 maggio - Carl Heinrich Theodor Knorr, imprenditore tedesco († 1875)
- 15 maggio - Giosuè Maria Saggese, arcivescovo cattolico italiano († 1852)
- 17 maggio - Carl Friedrich Zöllner, compositore e direttore di coro tedesco († 1860)
- 19 maggio - Marianna Kainz, soprano austriaca († 1866)
- 20 maggio - Francis Baring, III barone Ashburton, banchiere e politico inglese († 1868)
- 20 maggio - Adelaide Tosi, soprano italiano († 1859)
- 21 maggio - Alessandro Manfredi Luserna d'Angrogna, generale italiano († 1867)
- 22 maggio - Henry Bird, crickettista inglese († 1864)
- 23 maggio - Rómulo Díaz de la Vega, politico messicano († 1877)
- 26 maggio - Pierre Alexandre Jean Mollière, generale francese († 1850)
- 29 maggio - Michelangelo Tonello, magistrato e politico italiano († 1879)
- 30 maggio - Henri-Marie-Gaston Boisnormand de Bonnechose, cardinale e arcivescovo cattolico francese († 1883)
- 30 maggio - Karl Feuerbach, matematico tedesco († 1834)

## Giugno(13)
- 7 giugno - Leo Raymond De Neckère, missionario e vescovo cattolico belga († 1833)
- 8 giugno - Henry Herbert, III conte di Carnarvon, nobile e politico inglese († 1849)
- 11 giugno - Carlo Vittadini, botanico e micologo italiano († 1865)
- 17 giugno - William Parsons, astronomo irlandese († 1867)
- 21 giugno - Dominik Gmür, politico e militare svizzero († 1867)
- 21 giugno - Costanza Trotti Bentivoglio, patriota e nobildonna italiana († 1871)
- 22 giugno - Louis-Raphaël Bischoffsheim, banchiere tedesco († 1873)
- 22 giugno - Vincenzo Navarro, poeta italiano († 1867)
- 22 giugno - Tommaso Pendola, prete e educatore italiano († 1883)
- 23 giugno - Carlotta Birch-Pfeiffer, attrice teatrale e scrittrice tedesca († 1868)
- 26 giugno - Albert Galliton Harrison, politico statunitense († 1839)
- 29 giugno - William Boxall, pittore britannico († 1879)
- 29 giugno - Carlo Paolo Marchesi, ingegnere e disegnatore italiano († 1840)

## Luglio(19)
- 1º luglio - Johann Heinrich Friedrich Karl Witte, giurista, filologo e filosofo tedesco († 1883)
- 2 luglio - Piotr Michałowski, pittore polacco († 1855)
- 5 luglio - Bartolomeo Campora, politico italiano († 1872)
- 6 luglio - Karl August von Reisach, cardinale e arcivescovo cattolico tedesco († 1869)
- 6 luglio - Giovanni Ventura, attore teatrale, drammaturgo e poeta italiano († 1869)
- 9 luglio - Michail Fëdorovič Golicyn, ufficiale russo († 1873)
- 12 luglio - Adolphe Antoine Richenpanse, generale francese († 1862)
- 14 luglio - Jean Baptiste Dumas, chimico e politico francese († 1884)
- 15 luglio - Frederick Hervey, II marchese di Bristol, politico britannico († 1864)
- 16 luglio - Giuseppe Rabboni, flautista e compositore italiano († 1856)
- 21 luglio - Frédérick Lemaître, attore teatrale francese († 1876)
- 21 luglio - Aureliano Coutinho, visconte di Sepetiba, politico brasiliano († 1855)
- 22 luglio - Jakob Lorber, mistico, scrittore e musicista sloveno († 1864)
- 24 luglio - Henry Shaw, filantropo e botanico britannico († 1889)
- 25 luglio - Heinrich Göppert, botanico e paleontologo tedesco († 1884)
- 31 luglio - Michel Masson, scrittore, librettista e drammaturgo francese († 1883)
- 31 luglio - Gaetano Palmaroli, pittore e incisore italiano († 1853)
- 31 luglio - Louis Viardot, critico letterario, impresario teatrale e traduttore francese († 1883)
- 31 luglio - Friedrich Wöhler, chimico tedesco († 1882)

## Agosto(21)
- 1º agosto - Ernst Ortlepp, poeta tedesco († 1864)
- 3 agosto - Angelo Ramazzotti, patriarca cattolico italiano († 1861)
- 5 agosto - Ramón María Narváez, nobile, generale e politico spagnolo († 1868)
- 9 agosto - Fanny Brawne, scrittrice inglese († 1865)
- 10 agosto - Otto August Rosenberger, astronomo tedesco († 1890)
- 12 agosto - Jean-Jacques Ampère, scrittore francese († 1864)
- 13 agosto - Ippolito Rosellini, egittologo italiano († 1843)
- 14 agosto - Ermolao Asinari di San Marzano, politico e diplomatico italiano († 1864)
- 17 agosto - Charles Rogier, politico belga († 1885)
- 19 agosto - James Lenox, bibliografo statunitense († 1880)
- 20 agosto - Bernhard Heine, medico tedesco († 1846)
- 20 agosto - Aleksander Izenschmid de Milbitz, militare e patriota polacco († 1883)
- 22 agosto - Edward Bouverie Pusey, presbitero e docente britannico († 1882)
- 22 agosto - William S. Harney, generale statunitense († 1889)
- 22 agosto - Samuel David Luzzatto, poeta, traduttore e bibliografo italiano († 1865)
- 23 agosto - Evangelis Zappas, imprenditore e filantropo greco († 1865)
- 23 agosto - Federico di Schleswig-Holstein-Sonderburg-Augustenburg, nobile danese († 1865)
- 26 agosto - Joseph Christoph Kessler, pianista e compositore tedesco († 1872)
- 26 agosto - Félix Archimède Pouchet, naturalista francese († 1872)
- 27 agosto - Sebastiano Fusconi, politico italiano († 1886)
- 30 agosto - Auguste von Harrach, tedesca († 1873)

## Settembre(30)
- 1º settembre - Giuseppe Balsamo Crivelli, naturalista, zoologo e geologo italiano († 1874)
- 1º settembre - Celso Marzucchi, giurista e politico italiano († 1877)
- 4 settembre - Aleksandr Grigor'evič Kušelev-Bezborodko, nobile e politico russo († 1855)
- 4 settembre - Paolina di Württemberg, regina tedesca († 1873)
- 5 settembre - Michael Gottlieb Bindesboll, architetto danese († 1856)
- 6 settembre - Catharine Beecher, educatrice statunitense († 1878)
- 6 settembre - Maurizio Quadrio, patriota italiano († 1876)
- 9 settembre - François-Augustin Delamare, arcivescovo cattolico francese († 1871)
- 11 settembre - Giacomo Balbi Piovera, politico, agronomo e patriota italiano († 1878)
- 11 settembre - Franz Anton Staudenmaier, teologo tedesco († 1856)
- 12 settembre - Pierre Charles Fournier de Saint-Amant, scacchista francese († 1872)
- 13 settembre - Franklin Buchanan, ammiraglio statunitense († 1874)
- 14 settembre - Derwent Coleridge, scrittore e presbitero britannico († 1883)
- 14 settembre - Caroline Wedgwood, botanica inglese († 1888)
- 15 settembre - Paolo Federico di Meclemburgo-Schwerin, sovrano tedesco († 1842)
- 16 settembre - Eugène Hugo, poeta francese († 1837)
- 17 settembre - John Bentinck, V duca di Portland, nobile e politico inglese († 1879)
- 18 settembre - Casimiro Perifano, scrittore, poeta e bibliotecario italiano († 1867)
- 21 settembre - Richard Adams Locke, giornalista e scrittore britannico († 1871)
- 22 settembre - George Bentham, botanico inglese († 1884)
- 22 settembre - Ivan Ivanovič Gorbačevskij, militare russo († 1869)
- 22 settembre - Alessandro Spada, politico e nobile italiano († 1876)
- 23 settembre - William Holmes McGuffey, insegnante statunitense († 1873)
- 23 settembre - Modest Andreevič Korf, giurista, bibliotecario e scrittore russo († 1876)
- 24 settembre - Jakob Friedrich Aberli, pittore svizzero († 1872)
- 27 settembre - Angelo Brunetti, patriota italiano († 1849)
- 29 settembre - Pietro Martini, storico, bibliotecario e politico italiano († 1866)
- 30 settembre - Decimus Burton, architetto inglese († 1881)
- 30 settembre - Girolamo Hermosilla, vescovo cattolico spagnolo († 1861)
- 30 settembre - Friedrich Karl zu Schwarzenberg, austriaco († 1870)

## Ottobre(26)
- 1º ottobre - Ludwig von Holzgethan, politico e nobile austriaco († 1876)
- 1º ottobre - Lars Levi Læstadius, pastore protestante, scrittore e botanico svedese († 1861)
- 1º ottobre - Luisa Lemarchand, religiosa francese († 1885)
- 2 ottobre - Francis Kiernan, anatomista britannico († 1874)
- 2 ottobre - Felix Schwarzenberg, politico e diplomatico austriaco († 1852)
- 2 ottobre - Nat Turner, rivoluzionario statunitense († 1831)
- 3 ottobre - George Bancroft, storico e politico statunitense († 1891)
- 5 ottobre - Paolina Leopardi, scrittrice e traduttrice italiana († 1869)
- 6 ottobre - Sarah Pugh, attivista e insegnante statunitense († 1884)
- 7 ottobre - Carlota de Godoy, II duchessa di Sueca, nobildonna spagnola († 1886)
- 9 ottobre - José María Melo, politico colombiano († 1860)
- 9 ottobre - Giustino de Jacobis, religioso, vescovo cattolico e santo italiano († 1860)
- 10 ottobre - Charles Tilstone Beke, viaggiatore e geografo britannico († 1874)
- 10 ottobre - Natal'ja Viktorovna Kočubeja, nobildonna russa († 1855)
- 12 ottobre - Francesco Florimo, compositore, musicologo e bibliotecario italiano († 1888)
- 14 ottobre - John Hogan, scultore irlandese († 1858)
- 18 ottobre - Pietro Antonio de Mojana, compositore italiano († 1870)
- 20 ottobre - Giovanni Tommaso Ghilardi, vescovo cattolico italiano († 1873)
- 21 ottobre - Tito Cacace, politico italiano († 1892)
- 22 ottobre - Christian Lassen, orientalista norvegese († 1876)
- 23 ottobre - Henri Milne-Edwards, zoologo francese († 1885)
- 23 ottobre - Enrico Orfei, cardinale e arcivescovo cattolico italiano († 1870)
- 25 ottobre - Thomas Babington Macaulay, storico e politico britannico († 1859)
- 25 ottobre - Jacques Paul Migne, bibliografo, presbitero e editore francese († 1875)
- 25 ottobre - Jules Mohl, orientalista e iranista tedesco († 1876)
- 26 ottobre - Helmuth Karl Bernhard von Moltke, feldmaresciallo tedesco († 1891)

## Novembre(21)
- 1º novembre - John Henry, politico statunitense († 1882)
- 1º novembre - Charles Lemaire, botanico francese († 1871)
- 1º novembre - Carl Meissner, botanico svizzero († 1874)
- 2 novembre - Giuseppe Durini, nobile, politico e patriota italiano († 1850)
- 6 novembre - Eduard Grell, compositore, organista e docente tedesco († 1886)
- 10 novembre - Anton von Doblhoff-Dier, politico austriaco († 1872)
- 10 novembre - Alexander Walker Scott, entomologo australiano († 1883)
- 14 novembre - James F. Reed, imprenditore irlandese († 1874)
- 15 novembre - Pavel Stepanovič Močalov, attore teatrale russo († 1848)
- 17 novembre - Achille Fould, politico e banchiere francese († 1867)
- 17 novembre - Christian Zetlitz Bretteville, politico norvegese († 1871)
- 18 novembre - John Nelson Darby, religioso inglese († 1882)
- 20 novembre - Franz Unger, botanico e paleontologo austriaco († 1870)
- 21 novembre - Georges Carrel, presbitero, scienziato e divulgatore scientifico italiano († 1870)
- 22 novembre - Luigi Damiano, generale italiano († 1880)
- 23 novembre - Michail Petrovič Pogodin, storico e giornalista russo († 1875)
- 25 novembre - Giovanni Battista Nappi, magistrato italiano († 1871)
- 26 novembre - Anton Martin Slomšek, vescovo cattolico e beato sloveno († 1862)
- 29 novembre - François Bouchot, pittore e incisore francese († 1842)
- 30 novembre - Andreas Melczer von Kellemes, generale austriaco († 1873)
- 30 novembre - Pasquale Tola, magistrato, storico e politico italiano († 1874)

## Dicembre(27)
- 1º dicembre - Mihály Vörösmarty, poeta ungherese († 1855)
- 3 dicembre - Fratelli Pereire, banchiere francese († 1875)
- 3 dicembre - France Prešeren, poeta sloveno († 1849)
- 4 dicembre - Emil Aarestrup, poeta e medico danese († 1856)
- 4 dicembre - William Fenwick Williams, generale e politico inglese († 1883)
- 5 dicembre - James Baker Payne, pittore inglese († 1870)
- 6 dicembre - Charles Boyle, visconte Dungarvan, ufficiale irlandese († 1834)
- 7 dicembre - Carlo Maggiorani, medico e politico italiano († 1885)
- 9 dicembre - Natale Del Grande, mercante e militare italiano († 1848)
- 9 dicembre - Giuseppe Gené, zoologo e entomologo italiano († 1847)
- 10 dicembre - Eugène Durieu, fotografo francese († 1874)
- 14 dicembre - Josef Kriehuber, pittore austriaco († 1876)
- 17 dicembre - Bernardo II di Sassonia-Meiningen, nobile tedesco († 1882)
- 17 dicembre - Gergely Czuczor, poeta, lessicografo e filologo ungherese († 1866)
- 18 dicembre - Ana María Janer Anglarill, religiosa spagnola († 1885)
- 21 dicembre - Anacarsi Nardi, patriota italiano († 1844)
- 21 dicembre - Luisa di Sassonia-Gotha-Altenburg, duchessa († 1831)
- 22 dicembre - Alberto Cavos, architetto italiano († 1863)
- 23 dicembre - Frédéric Soulié, scrittore francese († 1847)
- 25 dicembre - Emmanuel Bich, medico e politico italiano († 1866)
- 25 dicembre - John Phillips, geologo britannico († 1874)
- 25 dicembre - Manuel Bento Rodrigues da Silva, cardinale e patriarca cattolico portoghese († 1869)
- 26 dicembre - Jem Ward, pugile inglese († 1884)
- 27 dicembre - John Goss, organista e compositore inglese († 1880)
- 28 dicembre - Jean-Pierre Dantan, scultore francese († 1869)
- 29 dicembre - Charles Goodyear, inventore statunitense († 1860)
- 31 dicembre - Francesco Maria De Benedictis, pittore italiano († 1872)

## Senza giorno specificato(44)
- José Abella y Garaulet, pittore spagnolo († 1884)
- Luigi Acquarone, pittore italiano († 1896)
- Eduard Agricola, pittore tedesco († 1877)
- Ottavio Andreucci, avvocato e bibliotecario italiano († 1887)
- Francesco Angelotti, patriota italiano († 1839)
- Garabet Amira Balyan, architetto ottomano († 1866)
- Luigia Boccabadati, soprano italiano († 1850)
- Antonio Bottazzi, pittore italiano († 1870)
- John Bramley-Moore, politico inglese († 1886)
- Fëdor Antonovič Bruni, pittore russo († 1875)
- Alessandro Callimachi, nobile ottomano († 1876)
- Callinico di Alessandria, vescovo ortodosso greco († 1889)
- Saverio Capris di Cigliero, imprenditore italiano († 1843)
- Gian Battista Carrer, pittore italiano († 1868)
- Giovanni Orazio Cartagenova, basso e baritono italiano († 1841)
- Giuseppe Chialli, scultore italiano († 1839)
- Pietro Alessio Chini, pittore e decoratore italiano († 1876)
- Isaac Campbell Coffin, generale britannico († 1872)
- Francesco De Luca, politico e giurista italiano († 1854)
- Kolju Fičeto, architetto e scultore bulgaro († 1881)
- Vincenzo Gabussi, compositore italiano († 1846)
- Cabeza de Perro, pirata spagnolo
- Gaetano Giordani, bibliografo e scrittore italiano († 1873)
- Francisco António Gonçalves Cardoso, ammiraglio e politico portoghese († 1875)
- Charles-Richard Lambert, musicista, direttore d'orchestra e docente statunitense († 1862)
- Triantafyllos Lazaretos, politico e militare greco († 1884)
- Humphrey Lloyd, fisico irlandese († 1881)
- Carlo Marchi, patriota italiano
- Giovanni Battista Meduna, architetto italiano († 1880)
- Spyridon Milios, rivoluzionario, generale e politico greco († 1880)
- Giulia Nuti, pittrice italiana († 1869)
- Silvestro Palmerini, marinaio e patriota italiano († 1900)
- Andréas Papadópoulos Bretós, scrittore e bibliografo greco († 1876)
- Lorenzo Pareto, geologo italiano († 1865)
- Salvatore Patti, tenore italiano († 1869)
- Martín Perfecto de Cos, generale messicano († 1854)
- Venanzio Pisani, pittore e scultore italiano († 1878)
- Gobba di Bisonte, condottiero nativo americano
- Mustafa Ruhi Efendi, politico ottomano († 1893)
- Saladino Saladini Pilastri, politico italiano († 1861)
- Girolamo Sangervasio, patriota e avvocato italiano († 1886)
- Jakov Spivakovskij, attore russo
- Zinovios Valvis, politico greco († 1886)
- Agrafena Fëdorovna Zakrevskaja, nobildonna russa († 1879)